# Нет (фильм, 2022)
«Нет» (англ. Nope) — американский научно-фантастический фильм ужасов 2022 года режиссёра, сценариста и продюсера Джордана Пила. Главные роли в нём сыграли Дэниел Калуя, Кеке Палмер и Стивен Ён. Картина получила положительные отзывы критиков.

## Сюжет
После загадочной смерти своего отца О Джей и его сестра Эмеральд берут на себя управление семейной компанией Haywood Hollywood Horses, которая выращивает и тренирует лошадей для съёмок в кино. Пытаясь удержать ранчо на плаву, они начинают продавать животных Рикки «Джупу» Парку, управляющему расположенным неподалеку луна-парком на тему вестернов «Сокровища Юпитера». Лошади начинают исчезать по ночам, О Джей и Эмеральд обращают внимание на странные события и таинственные звуки на территории ранчо. Выясняется, что неопознанный летающий объект в форме летающей тарелки засасывает лошадей и «выплёвывает» неорганические предметы, что и стало причиной смерти отца героев. О Джей и Эмеральд решают задокументировать доказательства существования НЛО и нанимают сотрудника Fry’s Electronics Анхеля Торреса для установки камер наблюдения. Анхель замечает на горизонте облако непонятного происхождения, которое никогда не движется. Герои приходят к выводу, что это укрытие для НЛО.
Во время шоу «Звёздное Лассо» в «Сокровищах Юпитера» Джуп планирует использовать лошадь в качестве приманки, чтобы заманить НЛО перед платящей аудиторией. Однако вместо лошади летающий объект пожирает Джупа и всех зрителей. В итоге О Джей делает вывод, что НЛО — не космический корабль, а хищное инопланетное существо «нечто», которое поглощает всё, что смотрит прямо на него. Назвав существо «Джинсой», Хейвуды нанимают оператора Холста для съёмок.
Чтобы обойти влияние «Джинсы» на электронику, Холст берёт плёночную камеру с ручным заводом. Герои разрабатывают план по выманиванию существа фальшивой лошадью и наблюдает за размещёнными по всему полю надувными человечками, указывающими на электрические неисправности, чтобы определить его местонахождение в небе. Вдруг появляется какой-то блогер на электрическом мотоцикле, выезжает на поле и пожирается «Джинсой». Холст позволяет хищнику съесть его вместе с камерой, чтобы снять сенсационный материал в утробе чудища. Анхель переживает нападение «Джинсы», запутавшись в брезенте и колючей проволоке, в результате чего существо превращается в нечто, похожее на медузу.
О Джей уводит «Джинсу» от Эм, она мчится на мотоцикле блогера к «Сокровищам Юпитера» и отвязывает там гигантскую воздушную фигуру-талисман. При этом она использует аналоговую камеру аттракциона, чтобы сфотографировать «Джинсу», когда та пролетает над её головой и пытается съесть воздушный шар, который взрывается и, по-видимому, убивает её.

## В ролях
- Дэниел Калуя — Отис «О Джей» Хейвуд- младший
- Кеке Палмер — Эмеральд «Эм» Хейвуд
- Стивен Ён — Рикки «Джуп» Парк
- Майкл Уинкотт — Антлерс Холст
- Брэндон Переа — Анхель Торрес
- Барби Феррейра — Несси, коллега Анхеля
- Терри Нотари — шимпанзе Горди
- Девон Грайе — Мейбридж, блогер на электрическом мотоцикле
- Донна Миллз — Бонни Клейтон, актриса
- Оз Перкинс — Финн Бахман, режиссёр
- Кит Дэвид — Отис Хейвуд- старший, владелец ранчо Хейвуда в Голливуде

## Создание и оценки
Проект был анонсирован 9 ноября 2020 года. Режиссёром, сценаристом и одним из продюсеров стал Джордан Пил, роли в фильме получили Кеке Палмер, Донна Миллз, Стивен Ян, Майкл Уинкотт, Дэниэл Калуя. 13 февраля 2022 года вышел трейлер. 22 июля картина вышла в американский прокат, в том числе и в формате IMAX. Через сервис «Видео по запросу» она стала доступна 26 августа того же года
На сайте-агрегаторе отзывов Rotten Tomatoes фильм получил рейтинг 82 % со средней оценкой 7,4/10. Рецензенты с этого ресурса написали: «Восхитительный за свою оригинальность и амбициозность даже тогда, когда его размах превышает его возможности, „Нет“ добавляет спилберговское зрелище в растущий арсенал Джордана Пила». сайт Metacritic присвоил фильму 77 баллов из 100, что означает «в целом благоприятные отзывы».
Очередную работу Пила называли противоречивой и глубокой. Многие рецензенты подчеркивали, что режиссёр находится в лучшей форме, сравнивали его с Хичкоком и Карпентером. Критики отмечали умелое жонглирование жанрами: так, для Эдда Поттона из The Times «Нет» — «амбициозная смесь фильма про НЛО, вестерна, хоррора и чёрной комедии» со множеством «запоминающихся моментов, которые поражают своей нестандартностью». Карлос Агилар из Deadline написал, что «Пил сосредотачивается на одержимости человека приручать и эксплуатировать непредсказуемых диких существ ради развлечения. В философском плане лента во многих моментах не дожимает, но Пил в очередной раз показывает, что он режиссёр, который способен раздвигать сужающиеся рамки коммерческого кино».
Старшего редактора Collider Росса Бонайма восхитил творческий подход режиссёра: по его словам, «одно удовольствие наблюдать за тем, как Пил снова и снова доказывает, что он маэстро в создании странных и увлекательных историй. „Прочь“ — это нокаут, в котором сочетались ужасы и социальная тема, а „Мы“ — вещь ещё более страшная. А тут он зарекомендовал себя не как один из самых интересных режиссёров в жанре ужасов, а как один из самых любопытных авторов в принципе. Думаю, это самый смешной его фильм. В этом заслуга не только Пила, но и фантастического актёрского состава. Кеке Палмер здесь просто феноменальна!».
По итогам 2022 года многие издания, в том числе Elle, Empire, Esquire, Gizmodo, GQ, Harper’s Bazaar, IGN, Time Out, Кинопоиск, включили «Нет» в свои списки лучших фильмов года.

## Награды
- 2022 — премия «Сатурн» в категории лучший научно-фантастический фильм[23], а также 6 номинаций: лучший режиссёр (Джордан Пил), лучший сценарий (Джордан Пил), лучший актёр (Дэниел Калуя), лучшая актриса (Кеке Палмер), лучшая музыка (Майкл Эбельс), лучший монтаж (Николас Монсур).
- 2022 — попадание в десятку лучших фильмов года по версии журнала «Кайе дю синема».
- 2023 — премия Американского института кино за лучший фильм года.
- 2023 — номинация на премию «Хьюго» за лучшее драматическое представление — длинная форма (Джордан Пил).
- 2023 — номинация на премию Рэя Брэдбери за лучшее драматическое представление (Джордан Пил).
- 2023 — номинация на премию Гильдии сценаристов США за лучший оригинальный сценарий (Джордан Пил).